# Немања Којић (фудбалер)
Немања Којић (Лозница, 3. фебруар 1990) српски је фудбалер. Игра на позицији нападача.

## Каријера
Којић је фудбал почео да тренира у родној Лозници, да би 2003. године прешао у млађе категорије Рада. Дебитовао је за Радов први тим у сезони 2006/07. и тим наступом постао најмлађи дебитант у клупској историји. Био је члан ФК Рад у историјском изласку на европску сцену после 22 године. Првог дана фебруара 2013. заједно је са својим саиграчем Предрагом Луком прешао у Партизан. У Партизану је провео две и по године и током тог периода је одиграо 55 такмичарских утакмица на којима је постигао 17 голова. Учествовао је у освајању две Суперлиге Србије (2013, 2015). У августу 2015. потписао је уговор са турским друголигашем Газијантепом. Провео је годину и по дана у овом клубу након чега је за пролећни део такмичарске 2016/17. прешао у Раднички из Ниша. У сезони 2017/18. поново је наступао у Турској, овога пута у друголигашу Истанбулспору. Играо је затим у Казахстану за Ордабаси, у Јапану за Токио Верди, након чега је поново био у Суперлиги Србије, прво у Напретку из Крушевца а затим и по други пут у Радничком из Ниша. Током пролећног дела такмичарске 2020/21. био је у Албанији где је носио дрес тамошењег суперлигаша Билиса. На почетку сезоне 2021/22. прво је кратко био играч црногорског Дечића а затим је у Индонезији наступао за ПСС Слеман до краја календарске 2021. године. У сезони 2022/23. играо је за Звијезду 09, члана Прве лиге Републике Српске. У матичну Лозницу се вратио лета 2023. пред почетак такмичења у Српској лиги Запад. У јануару наредне 2024. године прешао је у Земун, члана Српске лиге Београд.

## Трофеји

### Партизан
- Суперлига Србије (2) : 2012/13, 2014/15.